# Lanhouarneau
Lanhouarneau (bret. Lanhouarne) – miejscowość i gmina we Francji, w regionie Bretania, w departamencie Finistère.
Według danych na rok 1990 gminę zamieszkiwało 959 osób, a gęstość zaludnienia wynosiła 54 osoby/km² (wśród 1269 gmin Bretanii Lanhouarneau plasuje się na 590. miejscu pod względem liczby ludności, natomiast pod względem powierzchni na miejscu 568.).